# پارک ملی والکموسا
پارک ملی والکْمُوسا (فنلاندی: Valkmusan kansallispuistoسوئدی: Valkmusa nationalpark) یک پارک ملی در منطقه کومن‌لاکسو فنلاند است که در سال ۱۹۹۶ تأسیس شد و ۱۷ کیلومتر مربع (۶٫۶ مایل مربع) مساحت دارد.
این پارک ملی شامل زمین‌های باتلاقی است که به‌طور فوق‌العاده‌ای در جنوب فنلاند موجود است. بیش از ۳۰ نوع باتلاق مختلف را می‌توان در این منطقه طبقه‌بندی کرد.

این پارک دارای زندگی پرندگان متنوعی است. از ویژگی‌های این گونه می‌توان به وفور پرندگان جنوبی و از سوی دیگر وجود گونه‌های شمالی مانندباقرقره پرپای بیدی و زردپره حنایی اشاره کرد. این پارک مکان مهمی برای استراحت کوچ پرندگان است. یک گونه پروانه بسیار معرف در این منطقه وجود دارد که شامل بسیاری از گونه‌های در معرض خطر انقراض است. گونه ایدایی موریکاتا نماد این پارک است.